# Mèo Oggy và những chú gián tinh nghịch (mùa 5)
Mèo Oggy và những chú gián tinh nghịch - Mùa 5 (tiếng Pháp: Oggy et les Cafards - Saison 5, tiếng Anh: Oggy and the Cockroaches - Season 5) là chương trình Gulli

## Mùa 5 (2017-2018)[1]
| Tổng hợp số tập | Số tập | Tên tập phim (tiếng Việt)               | Tên tiếng Anh                      | Được viết bởi                    | Nghệ sĩ kịch bản bởi | Thời kì lịch sử                           |
| --------------- | ------ | --------------------------------------- | ---------------------------------- | -------------------------------- | -------------------- | ----------------------------------------- |
| 270             | 1      | Bí ẩn kim tự tháp vĩ đại                | The Great Pyramid Mystery          | Olivier Jean-Marie               | Alexandre Viano      | Thời Ai Cập cổ đại                        |
| 271             | 2      | Oggy và đám mây châu chấu               | Oggy and the Grasshopper Cloud     | Olivier Jean-Marie               | François Reczulski   | Thời Ai Cập cổ đại                        |
| 272             | 3      | Oggy trên sông Nin                      | Oggy on the Nile                   | Olivier Jean-Marie               | Fred Mintoff         | Thời Ai Cập cổ đại                        |
| 273             | 4      | Đấu sĩ Oggy                             | Gladiator Oggy                     | Olivier Jean-Marie               | Fred Mintoff         | Thời Roma cổ đại                          |
| 274             | 5      | Thay đổi xe ngựa đó Oggy!               | Shift that Chariot Oggy!           | Olivier Jean-Marie               | François Reczulski   | Thời Roma cổ đại                          |
| 275             | 6      | Tiệm spa đặc biệt của Oggy              | Oggy's Special Spa                 | Olivier Jean-Marie               | François Reczulski   | Thời Roma cổ đại                          |
| 276             | 7      | Oggy cưỡi ngựa                          | RodeOggy                           | Olivier Jean-Marie               | Piano                | Miền tây hoang dã Hoa Kỳ (những năm 1850) |
| 277             | 8      | Cảnh sát trưởng Oggy                    | Sheriff Oggy                       | Nicolas Gallet                   | Fred Mintoff         | Miền tây hoang dã Hoa Kỳ (những năm 1850) |
| 278             | 9      | Truy nã                                 | Wanted                             | Nicolas Gallet                   | Alex Viano           | Miền tây hoang dã Hoa Kỳ (những năm 1850) |
| 279             | 10     | Ngón tay cái màu xanh lá cây            | The Green Thumb                    | Pierre-Gilles Stehr Xavier Vairé | Fred Mintoff         | Nước Pháp thời hiện đại sớm               |
| 280             | 11     | Oggy và Người đánh xe của vua           | Oggy the King's Coachman           | Pierre-Gilles Stehr Xavier Vairé | Alexandre Hesse      | Nước Pháp thời hiện đại sớm               |
| 281             | 12     | Vẽ chân dung cho Vua                    | The Levee of the King              | Pierre-Gilles Stehr Xavier Vairé | François Reczulski   | Nước Pháp thời hiện đại sớm               |
| 282             | 13     | Giải đấu của Marky                      | Marky's Tournament                 |                                  |                      | Thời Trung Cổ                             |
| 283             | 14     | Những con gián chiếm giữ lâu đài        | The Roaches Seize the Castle       |                                  |                      | Thời Trung Cổ                             |
| 284             | 15     | Thằng gù từ nhà thờ lớn                 | The Hunchback from the Cathedral   |                                  |                      | Thời Trung Cổ                             |
| 285             | 16     | Một con khỉ đột trong thị trấn          | A Gorilla in Town                  |                                  |                      | New York, Mỹ những năm 1920               |
| 286             | 17     | Oggy và kẻ lang thang                   | Oggy and the Tramp                 |                                  |                      | New York, Mỹ những năm 1920               |
| 287             | 18     | Dee Dee Capone                          | Dee Dee Capone                     |                                  |                      | New York, Mỹ những năm 1920               |
| 288             | 19     | Oggy và kho báu                         | Oggy and the Treasure              |                                  |                      | Bảy đại dương của thế kỷ 18               |
| 289             | 20     | Những bậc thầy bạch tuộc                | The Octopus Masters                |                                  |                      | Bảy đại dương của thế kỷ 18               |
| 290             | 21     | Con gấu trúc quý giá                    | The Precious Panda                 |                                  |                      | Trung Quốc cổ đại                         |
| 291             | 22     | Hàng dễ vỡ!                             | Fragile Goods!                     |                                  |                      | Trung Quốc cổ đại                         |
| 292             | 23     | Em bé ngồi cho hoàng đế                 | Baby Sitting for the Emperor       |                                  |                      | Trung Quốc cổ đại                         |
| 293             | 24     | Cuộc săn hổ                             | The Tiger Hunt                     |                                  |                      | Ấn Độ thế kỷ 17                           |
| 294             | 25     | Oggy và người mặc quần áo               | Oggy The Fakir                     |                                  |                      | Ấn Độ thế kỷ 17                           |
| 295             | 26     | Chú gián chơi Cricket                   | Cockroaches Play Cricket           |                                  |                      | Ấn Độ thế kỷ 17                           |
| 296             | 27     | Con rồng của Oggy                       | Oggy's Dragon                      |                                  |                      | Thời đại Viking                           |
| 297             | 28     | Hãy coi chừng con tàu dài               | Beware the Long ship               |                                  |                      | Thời đại Viking                           |
| 298             | 29     | Oggy, Chúa tể của tia chớp              | Oggy, the Lord of Lightning        |                                  |                      | Thời đại Viking                           |
| 299             | 30     | Oggy và Nghìn lẻ một đêm                | Oggy's 1001 Nights                 |                                  |                      | Đế chế Ba Tư                              |
| 300             | 31     | Cú chạm thiên tài                       | A Touch of Genius                  |                                  |                      | Đế chế Ba Tư                              |
| 301             | 32     | Phim cú bắn mặt trăng                   | Moonshot Movie                     |                                  |                      | Cách mạng khoa học                        |
| 302             | 33     | Chì cánh                                | Lead Wings                         |                                  |                      | Cách mạng khoa học                        |
| 303             | 34     | Phát minh của Oggy                      | Oggy's Invention                   |                                  |                      | Cách mạng khoa học                        |
| 304             | 35     | Trong ánh sáng chói của mặt trời        | In the Glare of the Sun            |                                  |                      | Đế chế Inca                               |
| 305             | 36     | Cơn sốt vàng                            | Gold Fever                         |                                  |                      | Đế chế Inca                               |
| 306             | 37     | Đặc biệt hy sinh                        | Sacrificial Special                |                                  |                      | Đế chế Inca                               |
| 307             | 38     | Chạm đáy                                | Rock Bottom                        |                                  |                      | Khám phá thế kỷ 20                        |
| 308             | 39     | Sứ mệnh Apolloggy                       | Mission Apolloggy                  |                                  |                      | Khám phá thế kỷ 20                        |
| 309             | 40     | Cuộc đua tới Bắc Cực                    | The Race to the North Pole         |                                  |                      | Khám phá thế kỷ 20                        |
| 310             | 41     | Jackoromeo và Bobette                   | Jackoromeo and Bobette             |                                  |                      | Thời Phục Hưng                            |
| 311             | 42     | Hội hóa trang                           | Masquerade                         |                                  |                      | Thời Phục Hưng                            |
| 312             | 43     | Marky Da Vinci                          | Marky Da Vinci                     |                                  |                      | Thời Phục Hưng                            |
| 313             | 44     | Hoàng đế trong một ngày                 | Emperor for a Day                  |                                  |                      | Kỷ nguyên Napoléon                        |
| 314             | 45     | Vương quốc của tôi cho một chú gấu bông | My Kingdom for a Teddy             |                                  |                      | Kỷ nguyên Napoléon                        |
| 315             | 46     | Oggy và Chữ tượng hình                  | Oggy and the Hieroglyphs           |                                  |                      | Kỷ nguyên Napoléon                        |
| 316             | 47     | Trên Con đường Cao cấp                  | On the High-Yurt-Way               |                                  |                      | Đế chế Mông Cổ                            |
| 317             | 48     | Sữa Thượng Đô                           | Xanadu Milk                        |                                  |                      | Đế chế Mông Cổ                            |
| 318             | 49     | Lễ hội Bò Tây Tạng                      | The Yak Festival                   |                                  |                      | Đế chế Mông Cổ                            |
| 319             | 50     | Công việc nhà trong Quỹ đạo             | Housework in Orbit                 |                                  |                      | Thời đại không gian                       |
| 320             | 51     | Chú gián sống dậy                       | The Cockroaches' Awakening         |                                  |                      | Thời đại không gian                       |
| 321             | 52     | Kẻ đột nhập từ không gian               | The Intruder from Space            |                                  |                      | Thời đại không gian                       |
| 322             | 53     | Samurai đầu tiên                        | The First Samurai                  | Nicolas Le Neve                  | Cao Anh Tú           | Nhật Bản cổ đại                           |
| 323             | 54     | Võ Sumo của Oggy                        | Oggy-Sumo                          |                                  |                      | Nhật Bản cổ đại                           |
| 324             | 55     | Ngôi sao truyện tranh Oggy              | Oggy, Manga Star                   |                                  |                      | Nhật Bản cổ đại                           |
| 325             | 56     | Xung đột màu sắc                        | Color Conflict                     |                                  |                      | Thời kì đồ đá                             |
| 326             | 57     | Lăn bánh và xử lý                       | Wheeling and Dealing               |                                  |                      | Thời kì đồ đá                             |
| 327             | 58     | Di chuyển lớn                           | The Big Move                       |                                  |                      | Thời kì đồ đá                             |
| 328             | 59     | Bộ bốn Gia đình siêu nhân               | The Incredible Four                |                                  |                      | Kỷ nguyên siêu anh hùng                   |
| 329             | 60     | Người sắt                               | Metalman                           |                                  |                      | Kỷ nguyên siêu anh hùng                   |
| 330             | 61     | Z Men tới giải cứu                      | Z Men to the Rescue                |                                  |                      | Kỷ nguyên siêu anh hùng                   |
| 331             | 62     | Thần thoại                              | Mythologgy                         |                                  |                      | Thần thoại Hy Lạp                         |
| 332             | 63     | 12 công việc lao động của Oggy          | Oggy's 12 Labours                  |                                  |                      | Thần thoại Hy Lạp                         |
| 333             | 64     | Oggy và con nhân mưu                    | Oggy and the Minotaur              |                                  |                      | Thần thoại Hy Lạp                         |
| 334             | 65     | Lời nguyền con lợn                      | The Pig Curse                      |                                  |                      | Odyssey                                   |
| 335             | 66     | Oggy và con quỷ thiển cận một mắt       | Oggy and the Short-Sighted Cyclops |                                  |                      | Odyssey                                   |
| 336             | 67     | Oggy và Nàng tiên cá Misty              | Oggy and the Misty Mermaids        |                                  |                      | Odyssey                                   |
| 337             | 68     | Chuối của sự phẫn nộ                    | Bananas of Wrath                   |                                  |                      | Đế chế Khmer                              |
| 338             | 69     | Cậu bé rừng xanh                        | The Jungle Child                   |                                  |                      | Đế chế Khmer                              |
| 339             | 70     | Những bức tượng thức tỉnh               | The Statues Awakening              |                                  |                      | Đế chế Khmer                              |
| 340             | 71     | Bên dưới cây của tôi                    | Below My Tree                      |                                  |                      | Châu Phi                                  |
| 341             | 72     | Đi trên mây                             | Head in the Clouds                 |                                  |                      | Châu Phi                                  |
| 342             | 73     | Siêu Temor                              | Super Temor                        |                                  |                      | Châu Phi                                  |
| 343             | 74     | Oggy và huyền thoại Excalibur           | Oggy and the Legend of Excalibur   |                                  |                      | Truyền thuyết về vua Arthur               |
| 344             | 75     | Oggy và Tìm kiếm Chén Thánh             | Oggy and the Search for the Grail  |                                  |                      | Truyền thuyết về vua Arthur               |
| 345             | 76     | Cô tiên Morgan                          | Morgan the Fairy                   |                                  |                      | Truyền thuyết về vua Arthur               |